# アレッサンドロ・ムルジャ
アレッサンドロ・ムルジャ（イタリア語: Alessandro Murgia、1996年8月9日 - ）は、イタリアのサッカー選手。ポジションはMF。FCヘルマンシュタット所属。

## 経歴
2016-17シーズン、シモーネ・インザーギ監督によりトップチームに昇格。2016年9月17日のデルフィーノ・ペスカーラ1936戦で初出場。10月23日のトリノFC戦で初得点をあげた。このシーズンは主将のルーカス・ビリアが負傷した代わりとしての出場も多かった。 
2017-18シーズンは、8月13日のスーペルコッパ・イタリアーナユヴェントスFC戦で途中出場から後半アディショナルタイムに決勝点を挙げ、チームに8年ぶりのタイトル制覇をもたらした。

## 家族
姉のニコーレ・ムルジャは女優であり、ニコーレはアンドレア・ベルトラッチと結婚しているため、ベルトラッチは義兄になる。

## 個人成績
2017年8月14日現在
| 2016-17 | ラツィオ | 96      | セリエA    | 14   | 2 | 4 | 0 | 18 | 2 |
| 2017-18 | ラツィオ | 96      | セリエA    | 16   | 0 | - | - | -  | - |
| 通算    | セリエA  | セリエA | カテゴリー | \|30 | 2 | 4 | 0 | 18 | 2 |
| 総通算  | 総通算   | 総通算  | 総通算     | 30   | 2 | 4 | 0 | 18 | 2 |

## タイトル
ラツィオ
- スーペルコッパ・イタリアーナ：2017年